# Kanton Tournan-en-Brie
Der Kanton Tournan-en-Brie war von 1973 bis 2015 ein französischer Wahlkreis im Arrondissement Melun im Département Seine-et-Marne und in der Region Île-de-France; sein Hauptort war Tournan-en-Brie.

## Gemeinden
Der Kanton umfasste neun Gemeinden:
| Gemeinde             | Einwohner Jahr | Fläche km² | Bevölkerungsdichte | Postleitzahl | Code INSEE |
| -------------------- | -------------- | ---------- | ------------------ | ------------ | ---------- |
| Châtres              | 622 (2013)     | –          | – Einw./km²        | 77610        | 77104      |
| Chaumes-en-Brie      | 2976 (2013)    | –          | – Einw./km²        | 77390        | 77107      |
| Courquetaine         | 203 (2013)     | –          | – Einw./km²        | 77390        | 77136      |
| Favières             | 1088 (2013)    | –          | – Einw./km²        | 77220        | 77177      |
| Gretz-Armainvilliers | 8408 (2013)    | –          | – Einw./km²        | 77220        | 77215      |
| Liverdy-en-Brie      | 1310 (2013)    | –          | – Einw./km²        | 77220        | 77254      |
| Ozouer-le-Voulgis    | 1837 (2013)    | –          | – Einw./km²        | 77390        | 77352      |
| Presles-en-Brie      | 2244 (2013)    | –          | – Einw./km²        | 77220        | 77377      |
| Tournan-en-Brie      | 8439 (2013)    | –          | – Einw./km²        | 77220        | 77470      |

## Bevölkerungsentwicklung
| 1968   | 1975   | 1982   | 1990   | 1999   | 2006   |
| ------ | ------ | ------ | ------ | ------ | ------ |
| 12.618 | 18.238 | 18.875 | 20.559 | 23.832 | 25.726 |